# Понте, Карло
Карло Понте (итал. Carlo Ponte; 3 мая 1890 — ?) — итальянский борец греко-римского стиля, призёр чемпионата Европы.
Родился в 1890 году в Генуе. В 1924 году, принял участие в Олимпийских играх в Париже, но неудачно. В 1925 году стал бронзовым призёром чемпионата Европы.